# Miyazawa Hiroki
Miyazawa Hiroki (宮澤 裕樹 Miyazawa Hiroki, sinh ngày 28 tháng 6 năm 1989 ở Date, Hokkaidō) là một cầu thủ bóng đá người Nhật Bản hiện tại thi đấu cho Hokkaido Consadole Sapporo.

## Thống kê sự nghiệp
Cập nhật đến ngày 23 tháng 2 năm 2018.
| Thành tích câu lạc bộ | Thành tích câu lạc bộ      | Thành tích câu lạc bộ | Giải vô địch | Giải vô địch | Cúp                   | Cúp                   | Cúp Liên đoàn | Cúp Liên đoàn | Tổng cộng | Tổng cộng |
| Mùa giải              | Câu lạc bộ                 | Giải vô địch          | Số trận      | Bàn thắng    | Số trận               | Bàn thắng             | Số trận       | Bàn thắng     | Số trận   | Bàn thắng |
| Nhật Bản              | Nhật Bản                   | Nhật Bản              | Giải vô địch | Giải vô địch | Cúp Hoàng đế Nhật Bản | Cúp Hoàng đế Nhật Bản | Cúp Liên đoàn | Cúp Liên đoàn | Tổng cộng | Tổng cộng |
| --------------------- | -------------------------- | --------------------- | ------------ | ------------ | --------------------- | --------------------- | ------------- | ------------- | --------- | --------- |
| 2008                  | Hokkaido Consadole Sapporo | J1 League             | 6            | 1            | 0                     | 0                     | 2             | 0             | 8         | 1         |
| 2009                  | Hokkaido Consadole Sapporo | J2 League             | 43           | 5            | 2                     | 0                     | -             | -             | 45        | 5         |
| 2010                  | Hokkaido Consadole Sapporo | J2 League             | 28           | 2            | 2                     | 0                     | -             | -             | 30        | 2         |
| 2011                  | Hokkaido Consadole Sapporo | J2 League             | 34           | 4            | 0                     | 0                     | -             | -             | 34        | 4         |
| 2012                  | Hokkaido Consadole Sapporo | J1 League             | 23           | 0            | 1                     | 0                     | 3             | 0             | 27        | 0         |
| 2013                  | Hokkaido Consadole Sapporo | J2 League             | 33           | 2            | 1                     | 0                     | -             | -             | 34        | 2         |
| 2014                  | Hokkaido Consadole Sapporo | J2 League             | 41           | 1            | 0                     | 0                     | -             | -             | 41        | 1         |
| 2015                  | Hokkaido Consadole Sapporo | J2 League             | 39           | 5            | 1                     | 0                     | –             | –             | 40        | 5         |
| 2016                  | Hokkaido Consadole Sapporo | J2 League             | 31           | 1            | 1                     | 0                     | –             | –             | 32        | 1         |
| 2017                  | Hokkaido Consadole Sapporo | J1 League             | 30           | 2            | 0                     | 0                     | 3             | 0             | 33        | 2         |
| Tổng cộng sự nghiệp   | Tổng cộng sự nghiệp        | Tổng cộng sự nghiệp   | 308          | 23           | 8                     | 0                     | 8             | 0             | 324       | 23        |

## Thống kê sự nghiệp đội tuyển quốc gia

### Số lần ra sân trong các giải đấu lớn
| Đội bóng | Giải đấu                                       | Thể loại | Số trận | Số trận | Bàn thắng | Thành tích đội bóng |
| Đội bóng | Giải đấu                                       | Thể loại | Start   | Sub     | Bàn thắng | Thành tích đội bóng |
| -------- | ---------------------------------------------- | -------- | ------- | ------- | --------- | ------------------- |
| Nhật Bản | Vòng loại Giải vô địch bóng đá trẻ châu Á 2008 | U-18     | 1       | 3       | 0         | Vào vòng trong      |
| Nhật Bản | Giải vô địch bóng đá U-19 châu Á 2008          | U-19     | 3       | 1       | 1         | Tứ kết              |